# Acromyrmex fracticornis
Acromyrmex fracticornis es una especie de hormiga cortadora de hoja del género Acromyrmex, tribu Attini, familia Formicidae. Fue descrita científicamente por Forel en 1909.
Se distribuye por Argentina, Bolivia, Brasil, Paraguay y Uruguay. Se ha encontrado a elevaciones de hasta 2660 metros. Habita en el bosque seco tropical.